# Ivan Voïnovitch
Le comte Ivan Vassilievitch Voïnovitch (en russe : Ива́н Васи́льевич Войно́вич), né à Herceg Novi à une date inconnue, et mort en 1791 à Trieste, est diplomate russe, de la maison Vojinović, originaire des Bouches du Kotor, aujourd'hui dans le Monténégro), contre-amiral, et chevalier de Saint-Georges.

## Biographie
La date exacte de la naissance n'est pas connue. Fils du diplomate russe Vassili (Vasil) Voinovitch, Ivan Vassilievitch est un proche du comte Alexeï Orlov.
En 1769, il participe avec les hommes du prince Iouri Dolgoroukova (ru) à la capture du prétendu Pierre III, Stefan Maly (ru), dans le Monténégro. En 1770, sur sa frégate le  Saint Nicolas il prend part à la bataille de Tchesmé, et reçoit la Croix de Saint-Georges. 
Il participe aussi indirectement à la capture de la princesse Tarakanova, lors d'une mission sur le Saint-Nicolas à Paros, où il vérifie sur les ordres du comte Orlov la situation de l'usurpatrice. 
Le 2 novembre 1771, il monte à l'assaut de la forteresse de Mytilène sur l'île de Lesbos, à la tête d'un détachement d'Albanais et de Slaves. Le 5 juillet 1772 il commande une unité débarquée du Saint Nicolas qui prend le contrôle de la  forteresse de Castel Rosso, sur l'île de Klides  au large des côtes de Chypre. Il participe la même année à la Bataille de Patras.
En 1773, avec un l'escadre de Mikhaïl Kojoukhov il prend part au blocus et à la prise de Beyrouth. Il remplace ensuite  été remplacé le commandant de la flotte russe, l'amiral Grigori Spiridov lorsque celui-ci s'absente de Livourne. 
En 1779 et 1788, Ivan Voïnovitch est consul général de l'Empire Russe dans l'Archipel grec, les îles Ioniennes, Trieste et la Dalmatie.